# Salling (stormagasinkæde)
 For alternative betydninger, se Salling. (Se også artikler, som begynder med Salling)
Salling, officielt F. Salling Stormagasin A/S, er navnet på to stormagasiner i Aarhus og Aalborg, på hhv. 22.000 og 17.500 kvm.. Selskabet ejes af Salling Group, der ejes af Salling-gruppen. Salling i Aarhus har årligt seks mio. kunder.

## Historie
Ferdinand Salling åbnede 6. september 1906 en manufakturhandel på Søndergade i Aarhus, der mest handlede med sengetøj og andre hvidevarer. Butikken blev udvidet ni år efter og igen flere gange i de følgende årtier. Salling flyttede over gaden og købte flere ejendomme, så han i 1948 kunne åbne Salling Stormagasin. I det følgende år blev tre udvidelser føjet til, og selskabet blev omdannet til aktieselskabet F. Salling Stormagasin A/S.
22. juni 1953 døde Ferdinand Salling 73 år gammel. Arvtageren blev den 34-årige søn, Herman Salling, der i 1954 og i 1967 udvidede stormagasinet yderligere. I 1960 åbnede Herman Salling endvidere Føtex via datterselskabet Jydsk Supermarked.
I 1964 åbnedes Salling Stormagasin i Aalborg. Salling indgik et partnerskab med A.P. Møller og stiftede Dansk Supermarked, der i dag udover Salling og Føtex omfatter Bilka, Netto og A-Z og. Planer om et stormagasin i Odense blev ikke til noget. Salling i Aarhus blev senest udvidet i 2005, og i Aalborg gik udvidelsen og moderniseringen i gang i 2011, den forventes afsluttet i uge 42 2012. Udvidelsen omfatter 2500 kvm på den øverste etage, og 106 nye parkeringspladser i P-Huset. Hele huset bliver moderniseret.[kilde mangler] I sommeren 2013 åbner kaffekæden Starbucks i både Aalborg og Aarhus.
Salling Stormagasin A/S har hovedkvarter i Søndergade og E-commercedelen og support styres ligeledes fra Århusafdelingen.
12. januar 2017 fik de to stormagasiner nye permanente lysfacader. I Aarhus har facaden fået én kilometer permanente LED-lys. Facaden på Salling Aalborg har mere end 500 meter LED-lys. Der kan køre abstrakte mønstre, animationer og simple videoer på facaden.
Den 25. august 2017 blev Salling Århus udvidet med to ekstra etager på toppen med det nye Salling Rooftop på 2.000 kvadratmeter, som er en bypark og kulturelt byrum med scene til små open air-koncerter, julemarked, skiftende udstillinger, grønne haver, chill out-zoner og café med panoramaudsigt over by og bugt, og en udsigtsrampe ud over Strøget i 27 meters højde. Projektet er designet og blev projektledet af Rambølls arkitekter.
Salling Aarhus består efter udvidelsen af 22.000 kvadratmeter fordelt på 8 etager fra etage 0 (kælderen med Salling Super) til etage 6 med cafe på toppen.